# Fang Lizhi

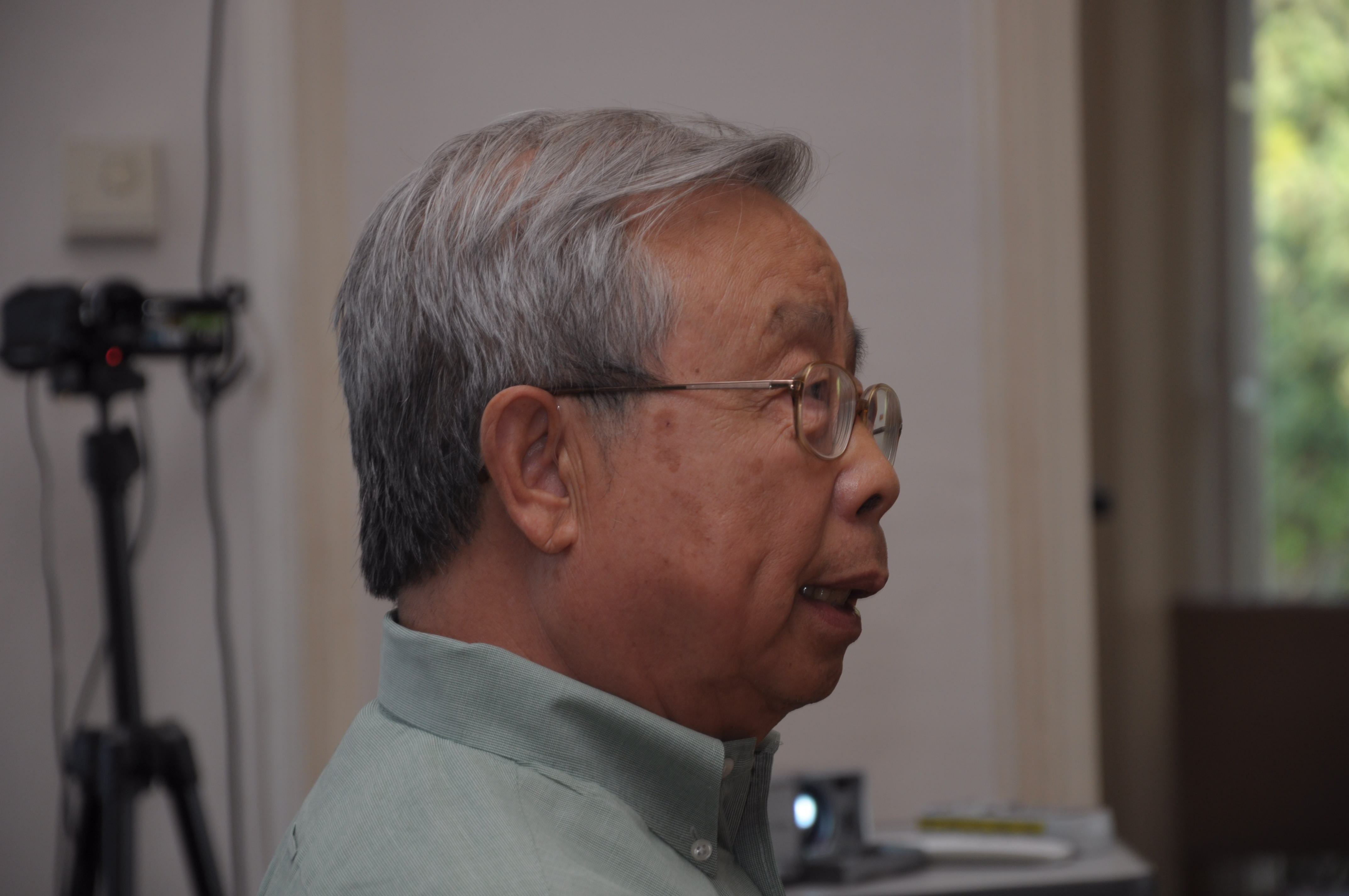
Fang Lizhi (2010)

Fāng Lìzhī (方励之; * 12. Februar 1936; † 6. April 2012 in Tucson, Arizona, USA) war ein chinesischer Wissenschaftler und Professor für Astrophysik an der Chinesischen Universität für Wissenschaft und Technik in Hefei, Provinz Anhui.

## Leben
Fang begann im Alter von 16 Jahren an der Peking-Universität Physik zu studieren. Hier lernte er auch seine spätere Frau kennen.
Er war einer der Ideengeber der Demokratiebewegung. 1987 wurde er aus der Kommunistischen Partei Chinas ausgeschlossen. Nach der Niederschlagung der Studentenproteste 1989 und dem Massaker auf dem Tian’anmen-Platz (Platz am Tor des Himmlischen Friedens) wurde ihm die Lehrerlaubnis entzogen. Nach den Unruhen floh er zusammen mit seiner Frau in die US-Botschaft, wo sie sich 13 Monate aufhielten und schließlich in die Vereinigten Staaten ins Exil gingen. Dort wurde Fang erneut akademisch tätig und lehrte zuletzt an der University of Arizona.